# Opharus franclemonti
Opharus franclemonti är en fjärilsart som beskrevs av Watson och Goodger. Opharus franclemonti ingår i släktet Opharus och familjen björnspinnare. Inga underarter finns listade i Catalogue of Life.